# Amy Weber
Amy Marie Weber (* 2. července 1970) je americká herečka, modelka, filmová producentka, bývalá profesionální wrestlingová manažerka a zpěvačka která je nejvíce známá pro svoje působení ve World Wrestling Entertainment v rosteru SmackDown!. Vydala úspěšný singl "Let it Rain" a stala se tváří kosmetické kampaně Shiseido.

## Kariéra
Amy ztvárnila televizní role např. v Kriminálka Las Vegas, Pobřežní lýtka, Andy Richter controls the Universe, Saved by the Bell, Melrose Place, Pacific Blue, The Young & The Restless, Pobřežní hlídka, Jenny, USA High a City Guys. Zahrála si i ve videoklipu od Tobyho Keitha k písni "Whiskey Girl". Pokud jde o filmy, Amy hrála v spíše v těch méně známých jako Scarlet Mirror, The Bet, Dr. Life, Art House, Krvavá lázeň, Smlouva na papírovém ubrousku, Starforce, Crackerjack 3, Becoming Pony Boi, Pumpkin Karver a Transmorphers.
Stala se producentkou filmu Pumpkin Karver kde si také zahrála. Dále produkovala filmy Reservations for Two, 110 in the Shade, Apocalyptic Butterflies, Kdo se bojí Virginie Woolfové? a Pomáda.
Byla soutěžící Diva Search a později z ní byla záporná diva na SmackDownu.

## Osobní život
S manželem Davidem Dgingerem se jí 28. května 2009 narodila dvojčata které pojmenovali Levi a Madison.